# Michael Robertson
Michael Robertson (Johannesburg, 2 luglio 1963) è un ex tennista sudafricano.
Nel 1991 ha ottenuto la cittadinanza statunitense.

## Carriera
In carriera ha raggiunto una finale di doppio al Tel Aviv Open nel 1985, in coppia con il rumeno Florin Segărceanu. Nei tornei del Grande Slam ha ottenuto il suo miglior risultato raggiungendo le semifinali di doppio misto a Wimbledon nel 1986, in coppia con la connazionale Elna Reinach.

## Statistiche

### Doppio

#### Finali perse (1)
| Numero | Anno            | Torneo                  | Superficie | Compagno          | Avversari in finale       | Punteggio |
| 1.     | 20 ottobre 1985 | Tel Aviv Open, Tel Aviv | Cemento    | Florin Segărceanu | Brad Gilbert Ilie Năstase | 3-6, 2-6  |